# 安东·雷哈
安东·雷哈（捷克語：Antonín Rejcha；1770年2月26日—1836年5月18日），波西米亚作曲家，音乐理论家，音乐教育家。
雷哈的作品很多，涉及当时的各种体裁。他擅于采用对位法，特别擅长室内乐的写作。但是他的作品显得不够自然，学院气息较重。目前他的音乐被演奏的较多的是管乐作品。
雷哈也是重要的音乐理论家，写有很多理论著作。

## 生平
雷哈少年时便显现出非凡的音乐才能，他的叔叔约瑟夫·雷哈是一位大提琴家，也是他的音乐启蒙老师。1785年雷哈全家搬到波恩，在那里他结识了贝多芬。1799年他移居巴黎，1801年到维也纳。法军占领维也纳后，他再次迁居巴黎，并担任巴黎音乐学院的教授。

## 外部連結
- 安东·雷哈的免费乐谱，由国际乐谱典藏计划提供
- 在Find a Grave上的安东·雷哈